# Норман Бінґлі
Норман Бінґлі (англ. Norman Bingley, 17 вересня 1863 — 16 січня 1940) — британський яхтсмен.
Олімпійський чемпіон 1908 року в класі 7 метрів.